# 猪股ときわ
猪股 ときわ（いのまた ときわ、1960年- ）は、日本文学研究者、東京都立大学教授。

## 人物・来歴
1985年東京学芸大学大学院修士課程修了、1992年東洋大学大学院博士後期課程満期退学。共立女子短期大学講師などをへて、首都大学東京人文科学研究科教授、2020年校名変更で東京都立大学教授。鎌倉市在住。専門は日本古代の歌・神話の研究。

## 著書
- 『歌の王と風流の宮 万葉の表現空間』森話社, 2000
- 『古代宮廷の知と遊戯 神話・物語・万葉歌』森話社, 2010
- 『異類に成る 歌・舞・遊びの古事記』森話社, 2016

共編
- 『躍動する日本神話 神々の世界を拓く』(叢書・〈知〉の森）斎藤英喜, 武田比呂男共編. 森話社, 2010

## 論文
- ＜猪股ときわ